# MÁV II
Die Dampflokomotivreihe MÁV II war eine Personenzug-Schlepptenderlokomotivreihe der ungarischen Staatsbahnen (MÁV), die auch von zahlreichen Privatbahnen beschafft wurde.
Im Zuge von Verstaatlichungen kamen diese Fahrzeuge nicht nur zur MÁV, sondern auch zu den k.k. österreichischen Staatsbahnen (kkStB) und zu den tschechoslowakischen Staatsbahnen (ČSD).

## Ungarische Staatsbahnen
Die Ungarische Staatsbahnen (MÁV) beschaffte von 1869 bis 1870 neun Stück dieser Lokomotiven.
Sie wurden von Sigl in Wr. Neustadt geliefert.
Sie erhielten im ersten Bezeichnungsschema der MÁV die Nummern 27, 32–34, 88, 92 sowie 105–107.

## Ungarische Nordostbahn

MÁV II Nr. 1039 ex MEKV Nr. 2

Die Ungarische Nordostbahn (ungarisch Magyar Északkeleti Vasút/MÉKV) beschaffte beim selben Lieferanten 1869–1873 21 Stück dieser Lokomotiven, die etwas schwerer waren, was auf einen geringfügig modifizierten Kessel schließen lässt.
Sie erhielten die Betriebsnummern 1–21.

## Ungarische Ostbahn
Die Ungarische Ostbahn (ungarisch Magyar Keleti Vasút/MKV) bekam ebenfalls von Sigl 17 Stück dieser Bauart von 1870 bis 1873, die offenbar identisch mit den MÁV-Lokomotiven waren.
Sie bekamen die Nummern 11–27.

## Ungarische Westbahn

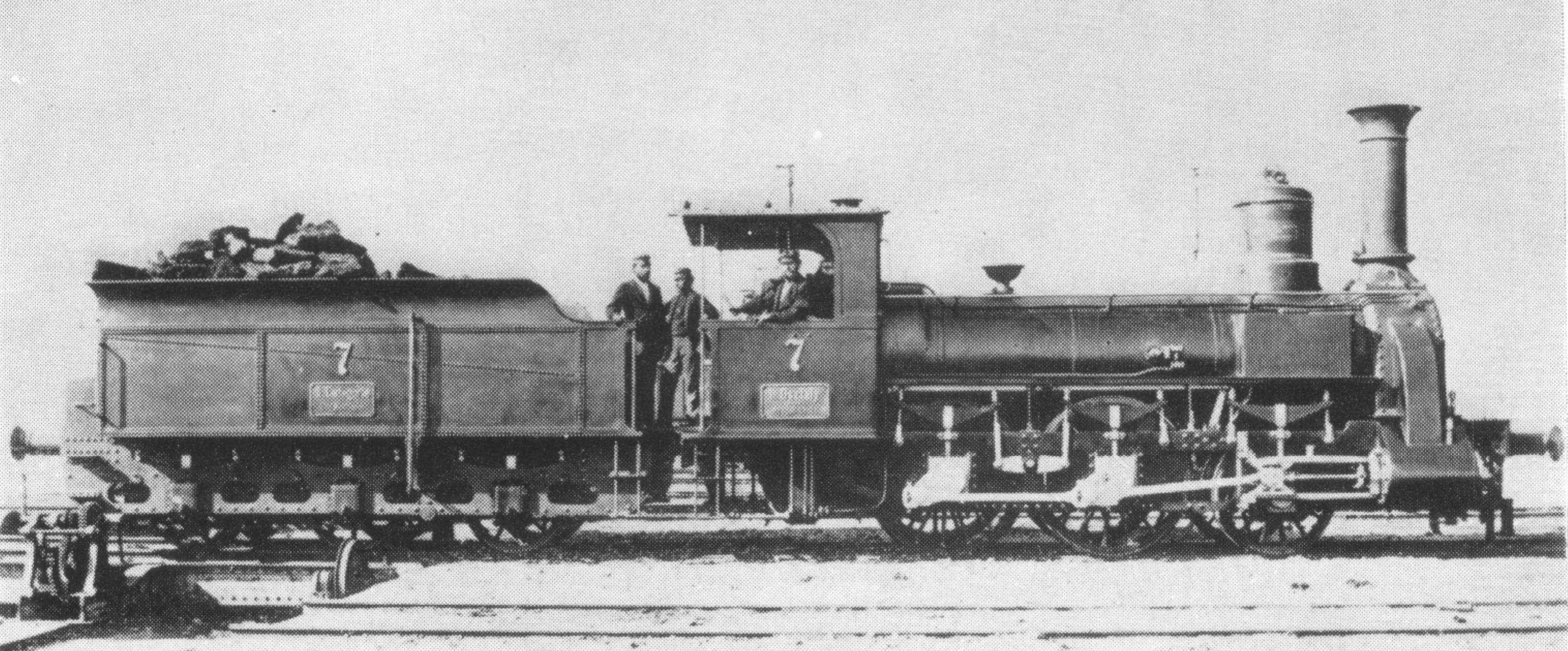
MNyV Nr. 7

Die Ungarische Westbahn (ungarisch Magyar Nyugoti Vasút/MNyV) erhielt von ebendort acht Exemplare von 1870 bis 1872, die sie als 1–8 bezeichnete.

## Erste Siebenbürgener Eisenbahn
Die Erste Siebenbürgener Eisenbahn (ungarisch Első Erdélyi Vasút/EEV) bekam 1872 drei Stück, denen die Betriebsnummern 36–38 zugeteilt wurde.

## Lemberg-Czernowitz-Jassy-Eisenbahn
Die Lemberg-Czernowitz-Jassy-Eisenbahn (LCJE)  beschaffte diese vier Maschinen 1873 bei der Wiener Neustädter Lokomotivfabrik, gab ihnen die Reihenbezeichnung IIId, zunächst die Nummern 28" bis 31", aber ab 1878 128 bis 131.
Außerdem erhielten sie die Namen LOT, GWIAZDA, SIŁA und POSTEP.

## Kaschau-Oderberger Bahn

KsOd IIb Nr. 6

Die Kaschau-Oderberger Bahn (KsOd) erhielt 1873 wieder von derselben Lieferfirma sechs Exemplare, denen die Kategorie IIa und die Nummern 3–8 zugewiesen wurden.
Die Maschinen dürften mit 1.524 mm einen etwas größeren Treibraddurchmesser gehabt haben.

## Erste Ungarisch-Galizische Eisenbahn
Die Erste Ungarisch-Galizische Eisenbahn (EUGE) (ungarisch Első Magyar-Gácsországi Vasút/EMGV) schließlich beschaffte drei Maschinen dieser Reihe 1874, gab ihnen die Reihenbezeichnung II und die Bahnnummern 8", 9" und 21".
(Die D-Kuppler der Reihe EUGE IV, die davor diese Nummern trugen, wurden 1874 an die MÁV verkauft.)
Die drei Lokomotiven wurden von der Sigl in Wr. Neustadt geliefert.
1885 wurde ein weiteres Fahrzeug dieser Bauart von Sigl geliefert, das mit der Nummer 22 ebenfalls der Kategorie II zugeordnet wurde.

## Waagtalbahn

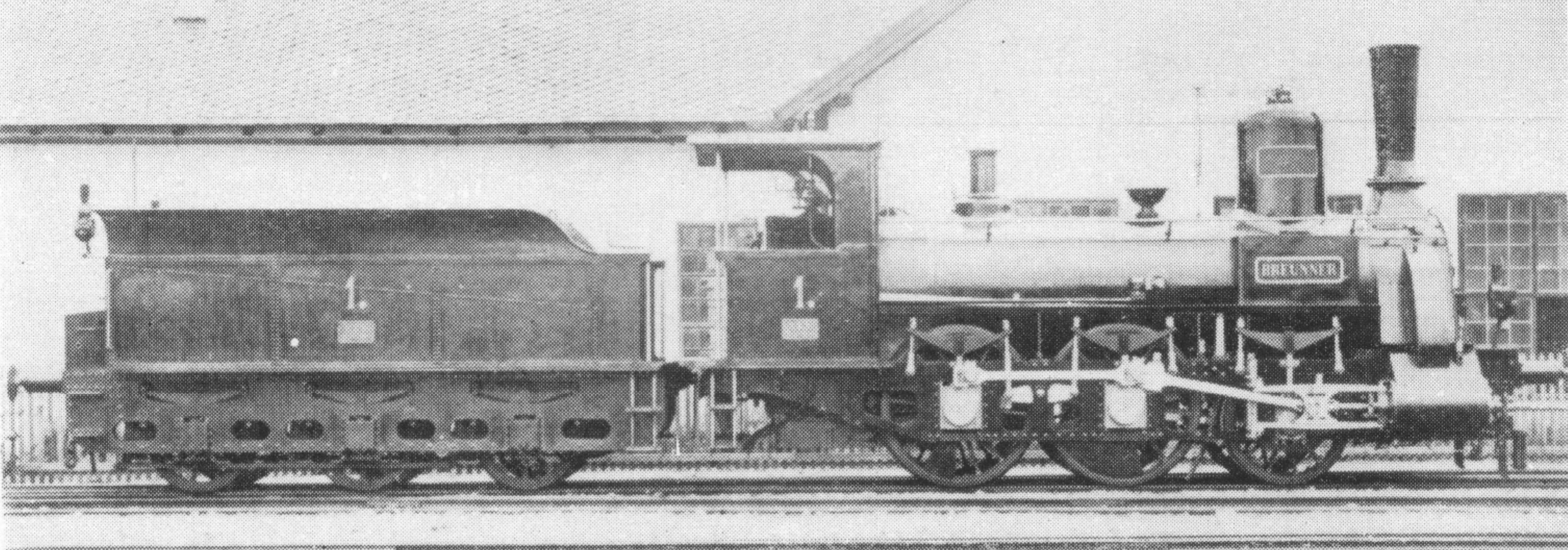
VVV Nr. 1

Die Waagtalbahn (Vágvölgyi Vasút/VVV) erhielt von 1876 bis 1877 drei Maschinen dieser Baureihe, die die Nummern 1–3 erhielten.
Diese Maschinen hatten einen etwas höheren Kesseldruck von 8,8 atü.

## Verstaatlichung in Ungarn
Die MÁV übernahm mit Ausnahme der KsOd, der LCJE, der EMGV, von der sie nur eine Maschine erhielt, und der MNyV, von der 1889 bei der Aufteilung der MNyV zwischen Österreich und Ungarn vier Stück als kkStB 19.04–07 zu den k.k. österreichischen Staatsbahnen kamen, alle diese Maschinen.
Dabei ist bemerkenswert, dass sie sechs der von der MKV übernommenen Fahrzeuge an die MNyV verkaufte, die sie als 9–14 einordnete.
Dieselben Maschinen kamen aber, als die MNyV verstaatlicht wurde, wieder zur MÁV.
In Summe hatte die ungarische Staatsbahn damit 58 Stück dieser ähnlichen Lokomotiven in ihrem Bestand.
Im ersten Bezeichnungsschema besetzten diese Maschinen die Nummern 27, 32–34, 88, 92, 105–107, 171–173, 211–227, 228–230, 850–859, 1001 sowie 1079–1099.
1891 erhielten sie im zweiten Bezeichnungsschema der MÁV die Kategorie II und die Nummern 1001–1058 zugewiesen.
1911, als das dritte Schema in Kraft trat, wurden sie 238,001–058.

## Verstaatlichung in Österreich
Als die EMGV 1889 verstaatlicht wurde, wurden die Maschinen 8", 9" und 21" bei der kkStB 19.01–03.
Die 19.01 war 1917 noch im Stand der kkStB, in den Wirren des Kriegsendes verliert sich ihre Spur.
Die beiden anderen Maschinen wurden schon vorher ausgeschieden.
Die MNyV wurde 1889 zwischen der kkStB und der MÁV aufgeteilt.
Der größte Teil der Strecken, aber auch des rollenden Materials ging dabei an die MÁV.
Ein paar Lokomotiven, so auch vier Stück der insgesamt 14 Stück zählenden Reihe II der MNyV, kamen als 19.04–07 zur kkStB.
Nach dem Ersten Weltkrieg kamen drei Maschinen zur PKP, die sie als Oc13-1–3 bezeichnete und vor 1926 ausschied, und eine, die 19.06, unter Beibehaltung der Nummer zur BBÖ, die sie 1925 aus ihrem Bestand schied.
Die Lokomotiven der LCJE wurden nach der Verstaatlichung kkStB 19.08–11.
Die 19.09 und 19.10 kamen nach 1918 zur PKP, die aber nur die 19.09 als Oc13-4 aufnahm, die 19.10 wurde ausgeschieden, ohne eine PKP-Nummer erhalten zu haben.
Die 19.08 scheint ebenfalls in Polen verblieben zu sein, die 19.11 wurde schon 1911 ausgemustert.
Die Lokomotiven dieser Reihe waren im Wesentlichen baugleich und hatten in den 1890er Jahren neue Kessel erhalten.
Die zweite Tabelle gibt die Daten nach der Neubekesselung wieder.

## Verstaatlichung in der Tschechoslowakei
Als 1921 die KsOd verstaatlicht wurde, kam nur mehr eine Maschine dieser Baureihe zur ČSD, die ihr die Bezeichnung 232.101 gab.